# Opfertshofen
Opfertshofen és un antic municipi del cantó de Schaffhausen (Suïssa), que el dia 1 de gener de 2009 va crear amb els municipis de Altdorf, Bibern i Hofen el nou municipi de Thayngen.